# Wiśniew (gemeente)
De gemeente Wiśniew is een landgemeente in het Poolse woiwodschap Mazovië, in powiat Siedlecki.
De zetel van de gemeente is in Wiśniew.
Op 30 juni 2004 telde de gemeente 5907 inwoners.

## Oppervlakte gegevens
In 2002 bedroeg de totale oppervlakte van gemeente Wiśniew 125,87 km², waarvan:
- agrarisch gebied: 72%
- bossen: 21%

De gemeente beslaat 7,85% van de totale oppervlakte van de powiat.

## Demografie
Stand op 30 juni 2004:
| Omschrijving                   | Totaal | Totaal | Vrouwen | Vrouwen | Mannen | Mannen |
| ------------------------------ | ------ | ------ | ------- | ------- | ------ | ------ |
| eenheid                        | aantal | %      | aantal  | %       | aantal | %      |
| inwoners                       | 5907   | 100    | 2951    | 50      | 2956   | 50     |
| bevolkingsdichtheid (inw./km²) | 46,9   | 46,9   | 23,4    | 23,4    | 23,5   | 23,5   |

In 2002 bedroeg het gemiddelde inkomen per inwoner 1200,28 zł.

## Oppervlakte gegevens
- agrarisch gebied - 9455 ha
- bossen - 2 705 ha

## Administratieve plaatsen (sołectwo)
Borki-Kosiorki, Borki-Paduchy, Borki-Sołdy, Ciosny, Daćbogi, Gostchorz, Helenów, Kaczory, Lipniak, Łupiny, Mościbrody, Mościbrody-Kolonia, Mroczki, Myrcha, Nowe Okniny, Okniny-Podzdrój, Pluty, Radomyśl, Stare Okniny, Stok Wiśniewski, Śmiary, Tworki, Wiśniew, Wiśniew-Kolonia, Wólka Wiśniewska, Wólka Wołyniecka, Zabłocie.
Zonder de status sołectwo : Baranek, Jastrzębie-Kąty, Leśniczówka.

## Aangrenzende gemeenten
Domanice, Łuków, Siedlce, Skórzec, Zbuczyn